# Jörg Michael
Jörg Michael (27 de março de 1963, Dortmund) é um baterista alemão de heavy metal. É mais conhecido pelo seu trabalho na banda finlandesa Stratovarius, à qual ele se juntou em 1995 e deixou em 2012. Além do Stratovarius, ele tocou em uma grande variedade de bandas, em sua maioria de power metal.

## Biografia
Jörg começou a tocar bateria relativamente tarde, aos 15 anos. Um professor ouviu-o e encorajou-o a continuar.
Em 1983, com a banda de heavy metal Avenger, agora Rage, Jorg fez os seus primeiros álbuns: Prayers of Steel, Reign of Fear e Execution Guaranteed.
Também nesta altura, participou nos álbuns das bandas The Raymen, 100 names e Der Riss.
Nos finais de 1980 atravessou uma fase de rock mais melódico: participou nos álbuns das bandas Paganini, Laos, Running Wild, sendo que se manteve nesta última banda até 1997.
Na década de 90 Axel Rudi Pell pediu a Jorg que tocasse bateria nos seus álbuns a solo, dando ao baterista a oportunidade de trabalhar com Jeff Scott Soto, Rob Rock e Charlie Huhn.
Entre 1993 e 1994 fez parte da banda Grave Digger. No ano seguinte juntou-se à banda Stratovarius.
Nos últimos tempos, Jorg foi contratado pela banda Beto Vázquez Infinity, em conjunto com Tarja Turunen (ex-Nightwish), Candice Night (Blackmore's Night.) e Liv Kristine.

## Discografia
| - Prayers of Steel (1984) - Depraved to Black (EP, 1985) - Reign of Fear (1986) - Execution Guaranteed (1987) - 10 Years in Rage (1995) - They All Do What Their Image Says (EP, 1986) - 100 Names (1986) - Going Down to Death Valley (1986) - The Rebel Years (best-of) (1995) - Metal Sword (1986) - Mekong Delta (1986) - The Music of Erin Zann (1988) - Toccata (1989) - Principle of Doubt (1989) - Dances of Death (1990) - Classics (1993) - X-Mas Project (1986) - Laos (1989) - We Want It (EP, 1990) - More than a Feeling (EP, 1993) - Come Tomorrow (EP, 1993) | - Wild Obsession (1989) - Nasty Reputation (1990) - Eternal Prisoner (1992) - The Ballads (1993) - Between the Walls (1994) - Made in Germany-Live (1995) - Black Moon Pyramid (1996) - Magic (1997) - Oceans of Time (1998) - The Ballads II (1999) - Parody of Life (1990) - A Bizarre Gardening Accident (1993) - Rebirth (1994) - Parasite of Society (2008) - Third Album' (1990) - The Reaper (1993) - Symphomy of Death (EP, 1994) - Black Hand Inn (1994) - Masquerade (1995) - The Rivalry (1998) - For the Sake of Truth (1994) - Turn of the Tide (1994) - Psychosphere (1999) - Ein Schöner Tag (1995) | - Achterbahn Fahrn (1995) - Episode (1996) - Visions (1997) - Visions of Europe-Live (1998) - Destiny (1998) - The Chosen Ones-Best of (1999) - Infinite (1999) - Intermission (2000) - Elements, Pt. 1 (2002) - Elements, Pt. 2 (2003) - Stratovarius (2005) - Polaris (2009) - Elysium (2011) - Under Flaming Winter Skies (2012) Ao Vivo. - Mindfailure (1997) - Absorbed (EP, 1999) - Mystic Places (1997) - Seid Glücklich Und Mehret Euch (1998) - Pussy! (1998) - Beto Vázquez Infinity (2001) - Lionheart (2004) |